# نادي هلسنكي
نادي هلسنكي لكرة القدم (بالفنلندية: Helsingin Jalkapalloklubi) نادي كرة قدم فنلندي، مقره في العاصمة هلسنكي. وهو أنجح الأندية الفنلندية في التاريخ بفوزه بالبطولة 24 مرة.

## التاريخ
أسس فريدريك فاتن النادي باسم "Jalkapalloklubi Helsingin - Helsingfors Fotbollsklubb" في عام 1907.
يعتبر عموما أكبر ناد في فنلندا، HJK هو أيضا النادي الأكثر نجاحا الفنلندية من حيث بطولة الدوري برصيد 22. وقد فاز النادي أيضا 10 كؤوس فنلندية وأربعة كؤوس دوري فنلندي. لقد لعبت العديد من اللاعبين فنلندا الأكثر دوليا ناجحة لHJK قبل الانتقال إلى الخارج.
HJK هو النادي الوحيد الفنلندية لعبت في المرحلة ابطال أوروبا دوري المجموعات. وقد فعلوا ذلك في موسم 1998-1999، ظافرا متز FC في الجولة الثانية من التصفيات المؤهلة. النادي نجح أيضا محترمة خمس نقاط في المجموعة بفوزه على بنفيكا البرتغالي في الداخل وكسب يرسم على ضيفه كايزرسلوترن، وبعيدا إلى بنفيكا البرتغالي. خسر امام ايندهوفن الهولندي مرتين، وكايزرسلوترن بعيدا.
وجاء أعلى معدل له في المنافسات الأوروبية في موسم 2011-2012، بفوزه 13-0 مجموع أكثر من مدينة بانجور الويلزية بطل الدوري، والتي شملت الفوز 10-0 في المنزل.
سابقا لنادي هلسنكي فرق لهوكي الجليد والبولينج والهوكي وكرة اليد والتزلج على الجليد والمقاطع باندي. في عام 1972 في قسم هوكي فصل مستقل إلى Jääkiekkoklubi Helsingin النادي.